# Mbulungische Sprache
Die mbulungische Sprache ist eine vom Aussterben bedrohte atlantische Sprache (auch als westatlantische Sprache bezeichnet), die in Guinea gesprochen wird. Immer mehr Menschen gehen dazu über, die guineische Amtssprache Französisch zu übernehmen.
Innerhalb der atlantischen Sprachen wird Mbulungisch der Sprachgruppe der nordatlantischen Sprachen zugeordnet. 
Die mbulungische Sprache hat verschiedene Namen, darunter Baga Foré, Baga Monson, Black Baga, Bulunits, Longich, Monchon und Monschon.